# 勒布雷旺山
45°56′03″N 06°50′16″E / 45.93417°N 6.83778°E

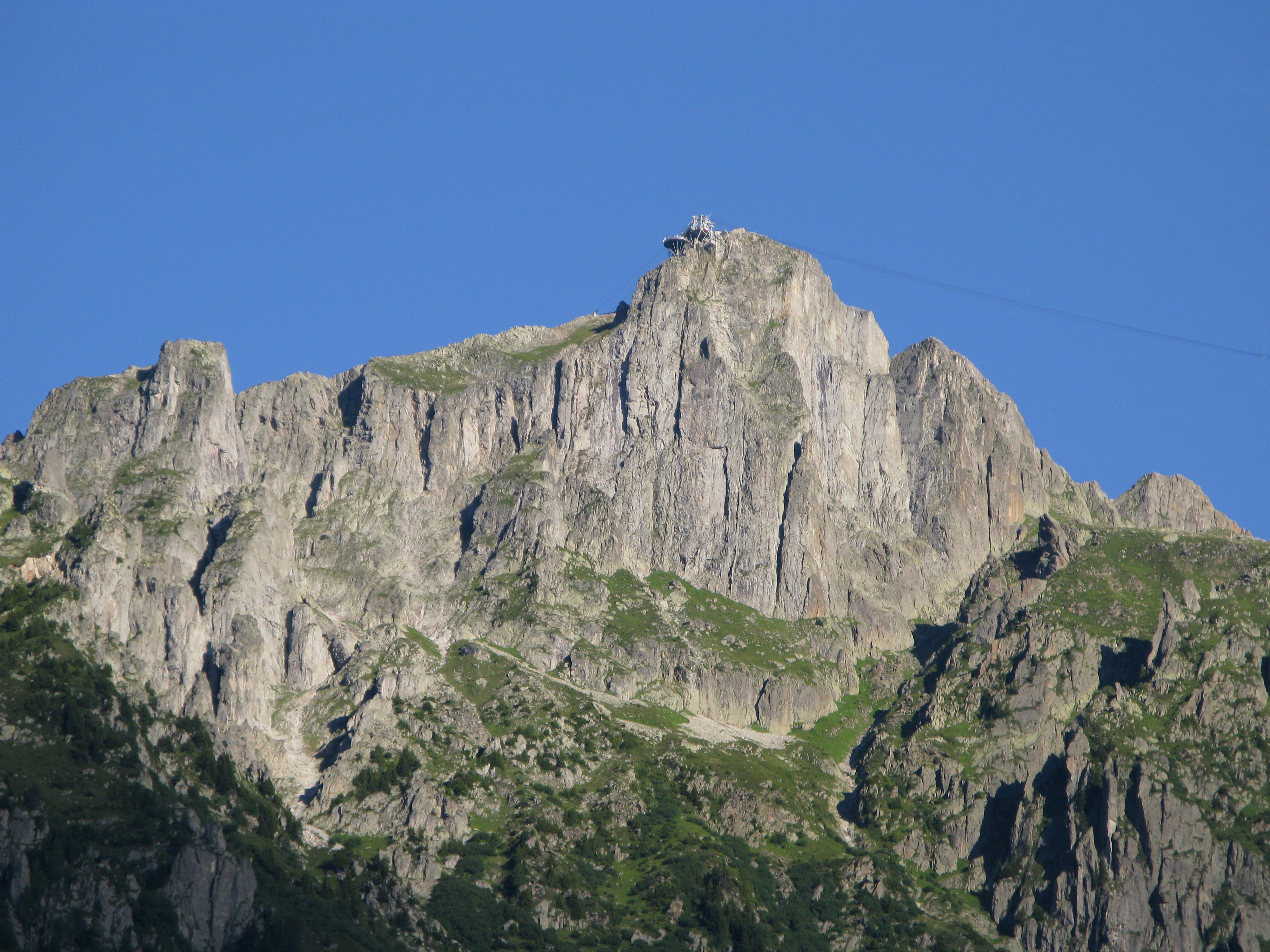

勒布雷旺山（法語：Le Brévent），是法國的山峰，位於該國東南部，由上薩瓦省負責管轄，屬於魯日峰的一部分，海拔高度2,525米，每年平均降雨量1,567毫米。